# IMDOS
IMDOS je operacijski sustav koji je nastao izmjenom CP/Ma za mikroprocesor Intel 8080, i koristila ga je tvrtka IMSAI na mirkoračunalu IMSAI 8080. Pošto je MITS prodavao Altair 8800 bez operacijskog sustava, IMSAI je kupio ne ekskluzivnu licencu CP/Ma od tvrtke Digital Research za $25.000. IMDOS je imao nekoliko boljih svojstava nego CP/M, od kojeg su važnije: jedinice koje su koretane interuptima (prekidima), direktorij sa strukturom stabla.